# 不花帖木儿 (文济王)
不花帖木儿（?—?），元朝宗室，是元世祖忽必烈的曾孙，脱欢的孙子，文濟王蛮子的儿子。
至正十三年（1353年）八月庚申，元顺帝命不花帖木兒襲封文濟王。洪武三年（1370年）四月，明朝右丞相徐达率军在定西（今定西市）沈儿峪和王保保决战，王保保兵败，明朝擒获元朝郯王和文濟王不花帖木儿。